# Душанбе
Душанбе (на таджикски: Душанбе; на персийски: دوشنبه) е град, столица на Таджикистан, най-големият политически, културен и икономически център на страната. Населението на града през 2022 година е 1 201 800 души, а населението на агломерацията е 1,4 млн. души.
До 1929 г. се е наричал Дюшамбе, а в периода 1929 – 1961 г. е носил името Сталинабад в чест на съветския ръководител Йосиф Сталин.

## История
Възниква на мястото на неголямо селище, разположено на важен кръстопът, в което всеки понеделник се е организирал голям пазар. Оттук произлиза името на града (душанбе на персийски означава понеделник).
През 1920 г. бягащият от болшевиките последен емир на Бухара основава в Душанбе своя резиденция, но скоро е изгонен от настъпващите части на Червената армия. В края на 1921 г. градът е превзет от войските на басмачите под предводителството на Енвер паша. На 14 юли 1922 г. отново преминава под властта на болшевиките и е провъзгласен за столица на Таджикската автономна социалистическа република, която е преобразувана в Таджикска съветска социалистическа република през 1929 г.
През 1929 г. в Душанбе е построена първата железопътна линия, съединяваща града с Ташкент, Узбекистан и съветската столица Москва. Това дава силен тласък за развитието на града.
По време на така наречената Гражданска война в Таджикистан (1992 – 1997) някои части от града са полуразрушени.
В околностите на Душанбе са дислоцирани военни части на Русия, САЩ и Франция.

## География
Душанбе е разположен на 38° северна ширина и 68° източна дължина на височина от около 800 м над морското равнище в гъстонаселената Хисарска долина.
През града преминава река Душанбинка, захранваща с вода изкуственото Комсомолско езеро в центъра на града. На север от града се намира Варзобското дефиле, в което са разположени много места за отдих.
В Душанбе е силно изразен континенталният климат, със сухо и горещо лято и влажна и прохладна зима.

## Забележителности
- Таджикски национален музей
- Площад „Дусти“ – 30-метрова арка и паметник на Исмаил Самани – бащата на нацията
- Оперен театър „Айни“

## Побратимени градове
- – Анкара, Турция
- – Боулдър, САЩ
- – Клагенфурт, Австрия
- – Лахор, Пакистан
- – Лусака, Замбия
- – Мазари Шариф, Афганистан
- – Минск, Беларус
- – Монастир, Тунис
- – Ройтлинген, Германия
- – Техеран, Иран
- – Сана, Йемен
- – Санкт Петербург, Русия
- – Урумчи, Китай
- – Шираз, Иран

## Галерия
- Изглед от Душанбе

## Висши училища
- Таджикски държавен университет Архив на оригинала от 2006-07-09 в Wayback Machine.
- Руско-таджикски славянски университет Архив на оригинала от 2015-03-30 в Wayback Machine.
- Таджикски технически университет
- Таджикски медицински университет
- Таджикски държавен педагогически университет Архив на оригинала от 2015-03-29 в Wayback Machine.